# Journal från en resa i Norden 1736–1737

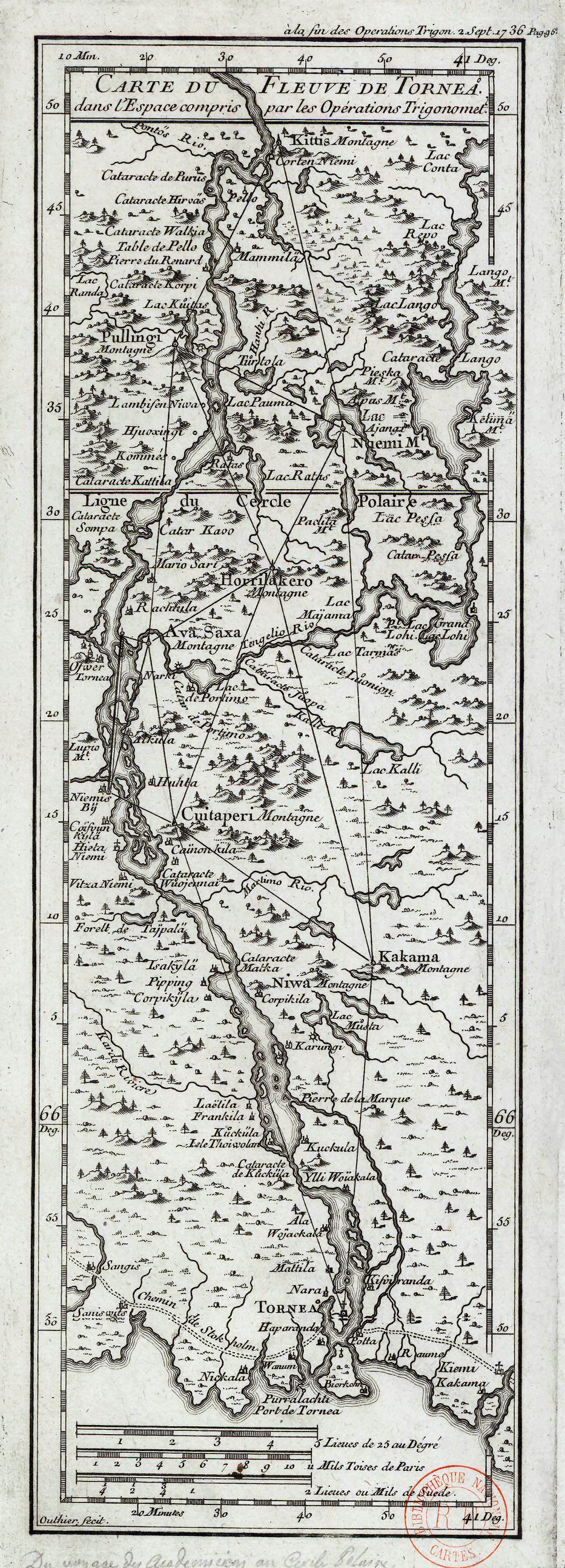
Gradmätningsområdet i Tornedalen

Journal från en resa i Norden 1736–1737, det franska originalets titel Journal d'un voyage au Nord en 1736 & 1737, är en reseskildring från Tornedalen av Regnaud Outhier (omkring 1700–1770). 
Regnaud Outhier deltog i den av Pierre de Maupertuis ledda franska gradmätningsexpeditionen till Tornedalen 1736-1737, som hade sin bas i Torneå. Han publicerade 1744 Journal d'un voyage au Nord en 1736 & 1737, som var en skildring från denna resa och vari han förutom kartor och gradmätningsritningar fogat in ett antal illustrationer utförda i kopparstick av Guillaume Dheulland (omkring 1700–1770). 
| ” | Under de ganska besvärliga upp- och nedvandringarna på dessa berg marscherade våra soldater med fasta steg, två av dem bärande på axlarna 2 fots-kvadranten och likaså två och två våra kläder och vår proviant. De vägrade aldrig att utföra sitt arbete, även då detta blev utan alla raster. Trots det mest plågsamma arbete behöver dessa finnar mycket litet mat: litet torkad fisk, som de har i en väska av björknäver, som de bär vid sidan, och en kagge med syrad mjölk, det är all deras mat och dryck. | „ |

Outhier observerade noggrant matvanorna i Tornedalen. Han noterade att allt kött kryddades med socker, saffran, ingefära samt citron- och apelsinskal och att allt bröd kryddades med kummin. Egenbryggt öl var den vanliga drycken och Outhier uppskattade det. 
Han skildrade ett som han såg det ganska enkelt jordbruk, där jordbruket endast bearbetades med skyfflar och spadar, och där plogar och kärror inte användes. Samtidigt beundrade han harvarna som var sinnrikt konstruerade. De var gjorda av små träbitar, hopsatta i serie nästan som i en klockkedja. Dessa träbitar bildar flera rader med ungefär tolv i varje rad. Hela den främsta raden sitter fast vid två tvärslåar, vid vilka draglinor till hästen är fästa.
Kornet såddes tidigast i slutet av maj, vanligen i juni, och det var moget i början av augusti samtidigt med rågen.
| ” | Medan vi väntade på våra båtar, såg vi där hur man tröskar kornet. Man lägger säden till torkning i ett rum där det i ett hörn finns ett slags ugn. Denna är gjord av en hop stenar som bildar en rektangel, i vars mitt är en hålighet i hela ugnens längd. I denna hålighet gör man upp eld liksom vi i våra bakugnar. En stor hetta uppstår, och den bevaras länge i denna stenmassa. I detta rum låter de sitt korn torka färdigt. De har tidigare strax efter skörden låtit det utsättas för solens strålar, uppsatt på stora stegar, vilka för detta ändamål står uppresta vid alla bondgårdar... Då kornet så har fått torka, tröskar man det med slagor, som är ganska lika de franska böndernas, och sedan man har kastat detta korn med en skovel från ena ändan till den andra i logladan för att få bort dammet, fullbordas rensningen med hjälp av ganska djupa korgar som tjänstgör som vannor. Jag hade bort nämna tidigare, att kornet och rågen skäres med en skära liksom i Frankrike, men höskörden sker annorlunda. Man har liar, vilkas blad är nästan lika långt som hos oss men mycket smalare. Det är fästat vid ett orv som är endast 2 fot 4 tum eller på sin höjd 2 ½ fot långt. | „ |

Om naturen skrev Outhier att det förutom furor och björkar också förekom en del viden, och att det på somliga ställen växer aspar, som blir mycket höga och raka. På de flesta myrarna är det fullt av dvärgbjörkar. På ängarna sågs Kung Karls spira, "en vacker 'narcisse' med tjocka blad av klöverbladstyp". 

## Utgåva på svenska
- Regnaud Outhier: Journal från en resa i Norden 1736–1837, översättning: Arne Nordberg (1902–1982) och Gunvor Nordberg (1903–1997), Tornedalica nummer 39, Luleå 1982, ISBN 917538048X

## Bildgalleri

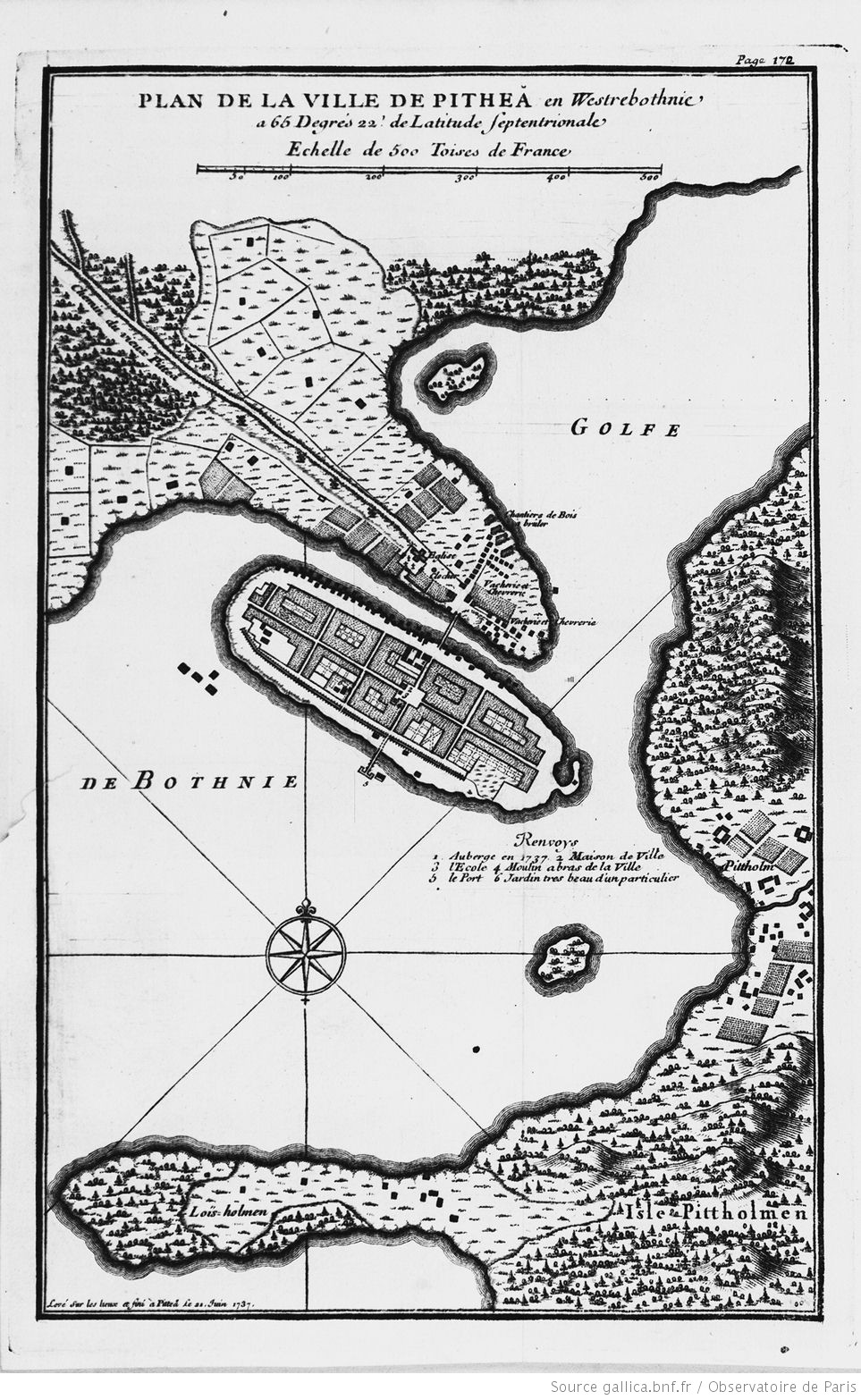
Karta över Piteå
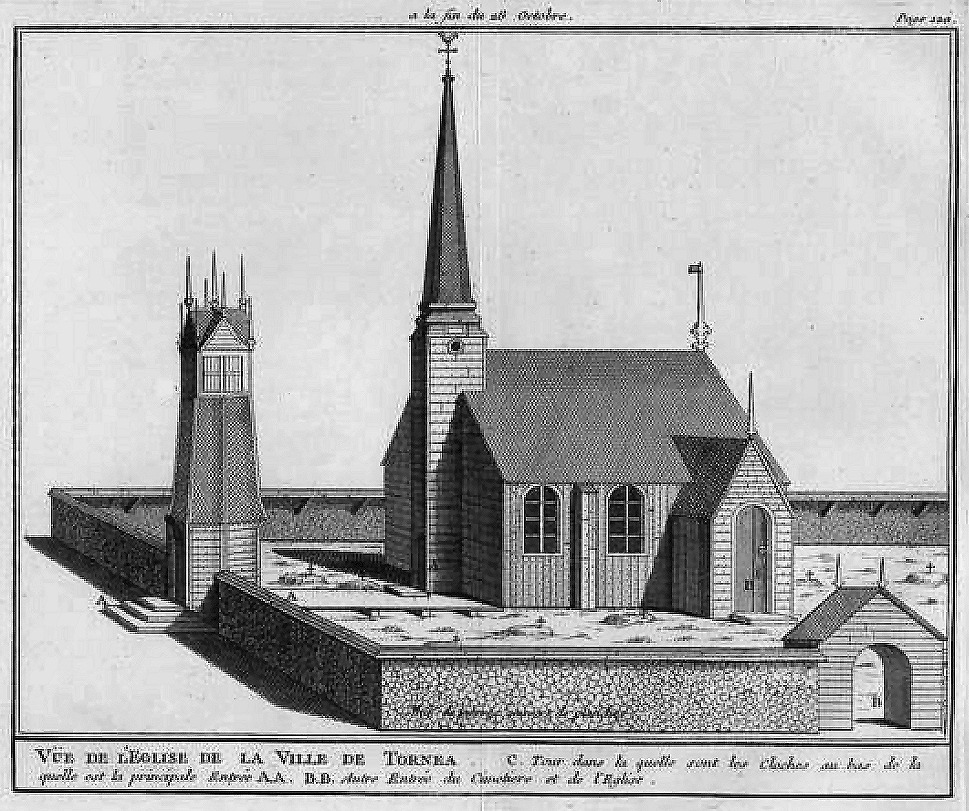
Torneå kyrka
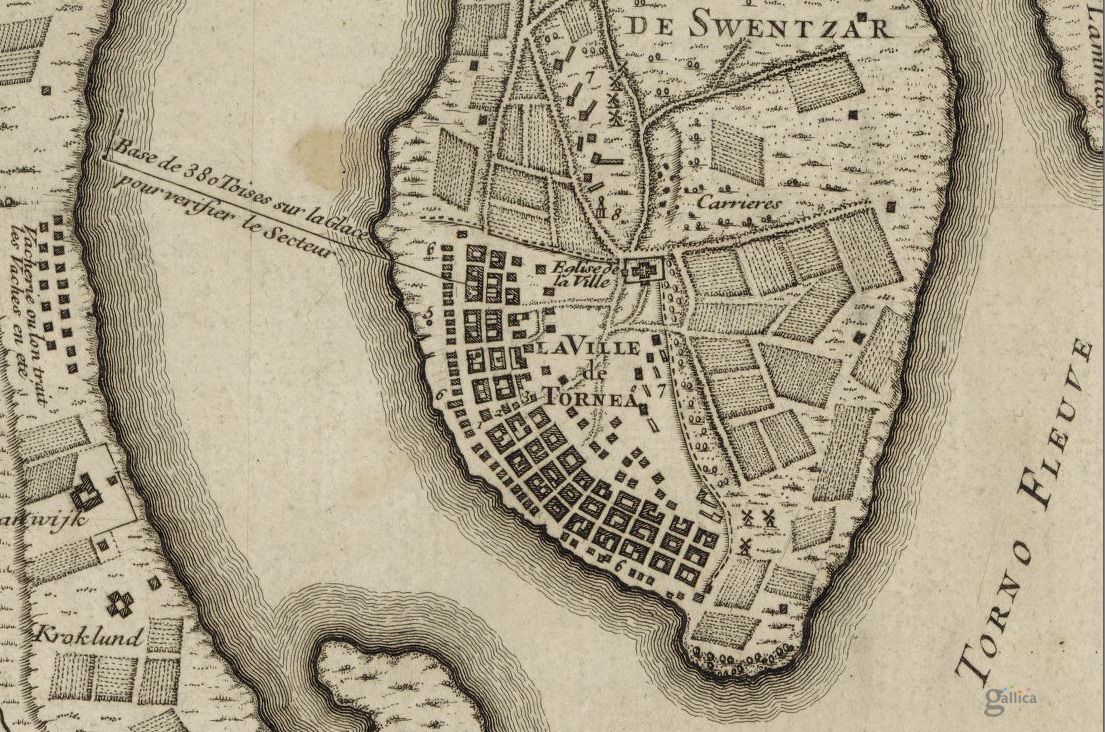
Karta över Torneå
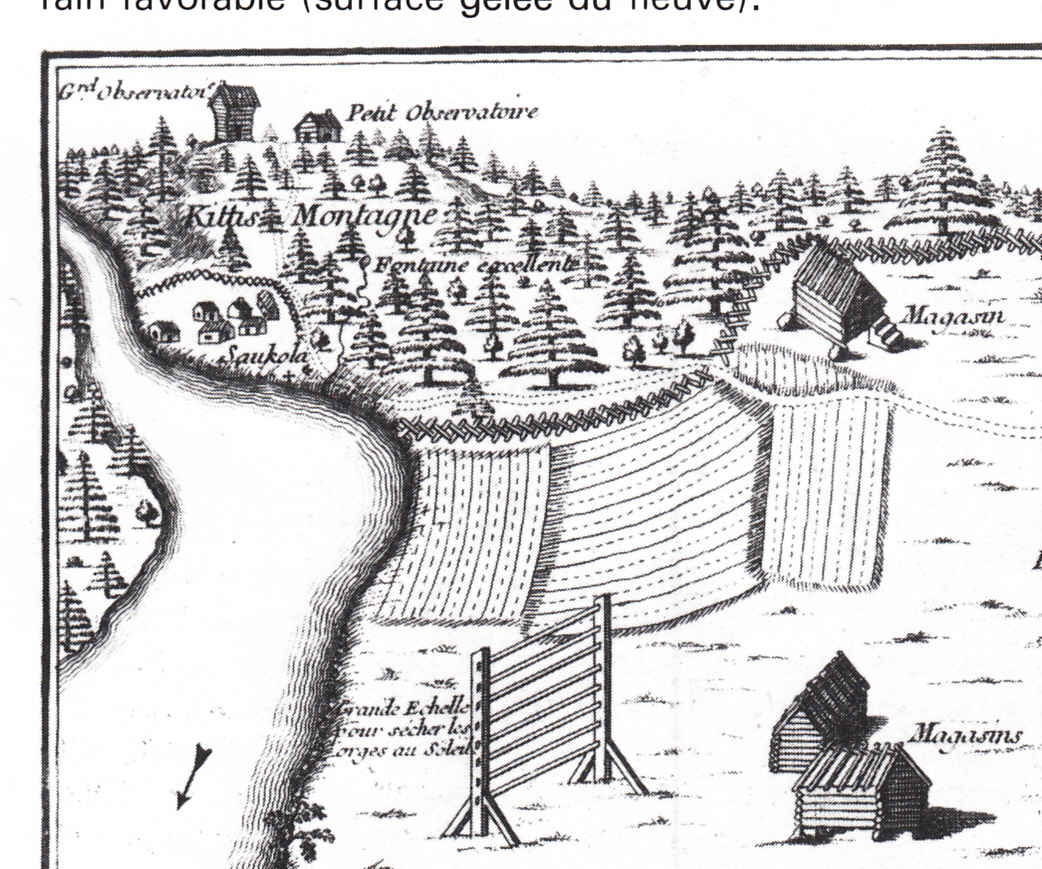
Kittisvaara, Pello
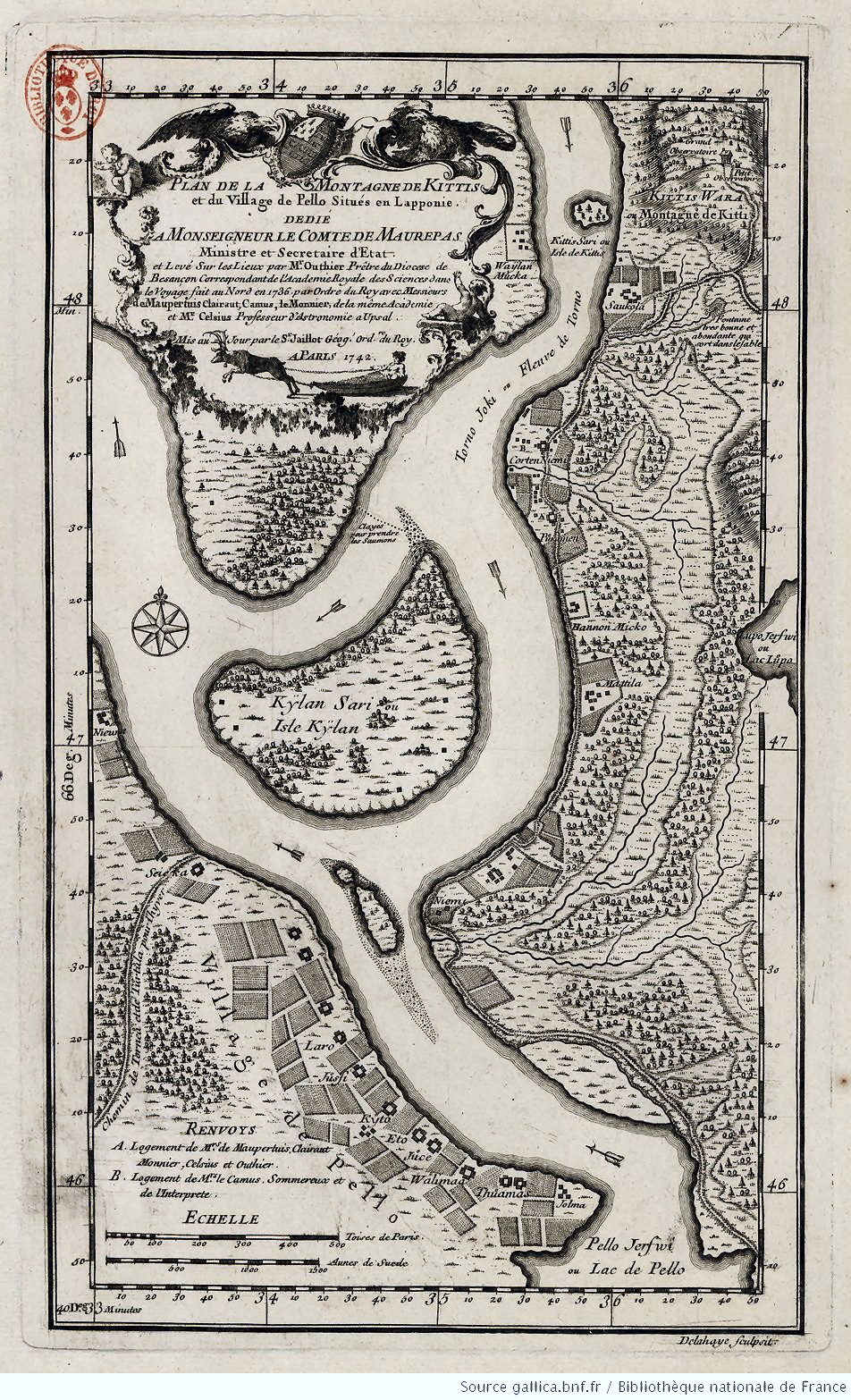
Kittis och Pello
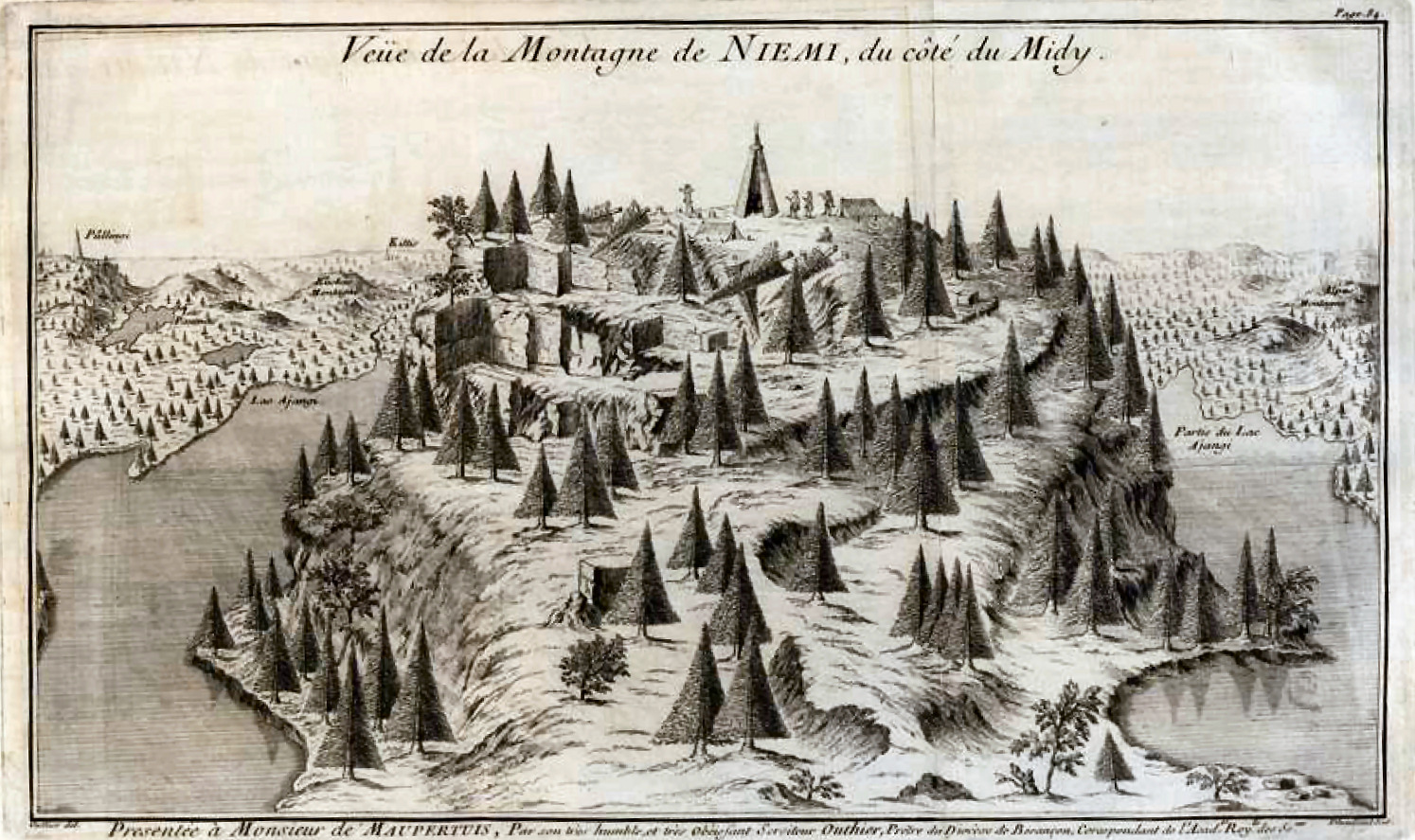
Berget i Niemis
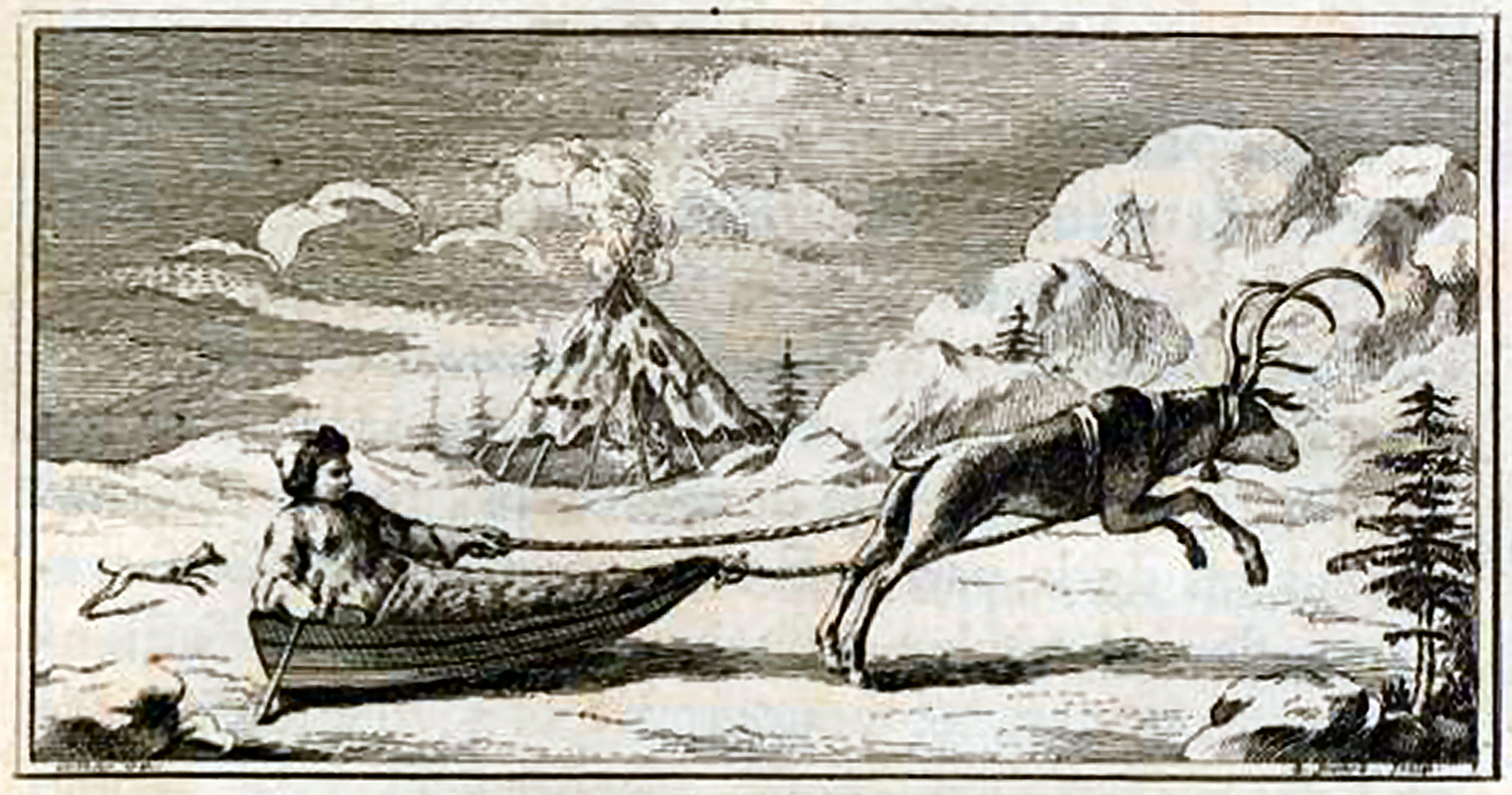
Same i renanspänd pulka